# Emigrazione golondrina
Per emigrazione golondrina (in italiano traducibile come: "emigrazione della rondine") si intende una emigrazione temporanea e ripetitiva di carattere annuale senza stabilire radici o integrazione nella nuova comunità, di solito per motivi di lavoro non tradizionali e quindi diversi dalla transumanza e dalla vita nomade.

## Tipologie
In Argentina fu chiamata così l'emigrazione dei lavoratori agricoli italiani che si stabilirono nel paese da ottobre a dicembre, periodo di raccolta in Sud America e pausa agricola in Italia, approfittando così del prezzo economico del transito nelle barche a vapore.
C'è anche una migrazione golondrina tra la popolazione di alcuni stati del sud del Messico come Oaxaca e Puebla, negli Stati del nord del Messico, negli Stati Uniti e in Canada, dove le grandi fattorie impiegano lavoratori stagionali, sostituendo l'agricoltura nomade con una tradizione millenaria.
Alcune comunità di ecovillaggi possono muoversi secondo i principi della sostenibilità: sono casi diversi dagli altri lavoratori agricoli a causa del loro migliore livello di vita, culturale ed economico. Questi sono piccoli esperimenti sociali relativamente recenti che cercano di ristabilire stili di vita più naturali nel contesto moderno, in modo che possano anche essere distinti dalla transumanza stabilita e dalla vita nomade, che continuano a declinare.